# Obila emanata
Obila emanata är en fjärilsart som beskrevs av Heinrich Benno Möschler 1886. Obila emanata ingår i släktet Obila och familjen mätare. Inga underarter finns listade i Catalogue of Life.